# Hélène Besnard-Giraudias
Hélène Besnard-Giraudias (née Giraudias le 16 mai 1906 à Colombes et morte le 23 mai 2003 à Niort) est une auteure, dessinatrice, graveuse et peintre française.

## Œuvres

### Peintures
- Chemin de croix et tympan de l'église Saint-Vincent-de-Paul à Niort.

### Ouvrages
- Le Théâtre populaire poitevin : créé par le docteur Pierre Corneille, dernier descendant du grand tragique : la Mothe Saint Héray (1897-1937), Nicolas Imbert éditeur, 1993, 245 pages.
- Illustrations pour le livre A travers la Saintonge romane (Jacques Nanteuil).
- Illustrations pour le livre Poèmes de printemps et d'automne (Jacques Nanteuil).
- Illustrations pour le livre Le Val de Sèvre, du pays de Mélusine au marais poitevin (Jacques Nanteuil).
- Illustrations pour le livre Images du vieux Poitou (Jacques Nanteuil).
- Illustrations pour le livre L'Âme romane du Bas-Poitou : Deux-Sèvres Vendée.
- Illustrations pour le livre Jacques Bujault, avocat et laboureur 1771-1842 (Jeanne Philippe-Levatois et Jacques Renaud).

Dans le cadre de sa  succession, de nombreuses oeuvres et son "fonds d'atelier" furent vendus aux enchères publiques à Niort vers 2003.

## Distinction
Elle obtient le prix Charles Blanc de l’Académie française en 1975 pour Les Sibylles de Sienne.